# Église Saint-Martin de Thiernu
L'église Saint-Martin est une église située à Thiernu, en France.

## Description
Le cimetière est situé au pied de l'église. Le tout est entouré d'un mur bahut en briques.

L'église fut remaniée en 1930.

La charpente et la toiture de l'église ont été refaites à neuf en 2008.

## Localisation
L'église est située sur la commune de Thiernu, dans le département de l'Aisne, le long de la route nationale 2.